# Micronereis halei
Micronereis halei är en ringmaskart som beskrevs av Hartman 1954. Micronereis halei ingår i släktet Micronereis och familjen Nereididae. Inga underarter finns listade i Catalogue of Life.